# Brčevec
Brčevec – wieś w Chorwacji, w żupanii zagrzebskiej, w mieście Vrbovec. W 2011 roku liczyła 546 mieszkańców.